# Pelliciera
Pelliciera, monotipski rod pravih mangrova. Jedina vrsta je P. rhizophorae, smatrana za jednu od najfascinantnijih vrsta mangrova. Prvi puta opisali su je Planchon i José Jéronimo Triana prvi 1862. godine.
Danas je ugrožena, posljednja staništa nalaze joj se uz obale Srednje Amerike (Nikaragva, Panama, Kostarika) i Kolumbije i Ekvadora, dok se nekada protezala od obala Meksika do Perua.
Vernakularni naziv »Tea Mangrove« (čajne mangrove) dano je ovoj vrsti zbog lišća koje sadrži Tanine i druge tvari koje se nalaze u čaju.
- P. rhizophorae
- P. rhizophorae